# Mafia II
Mafia II är ett actionäventyrsspel, utvecklat av 2K Czech och utgivet av 2K Games. Det släpptes i augusti 2010 för Microsoft Windows, Playstation 3 och Xbox 360. Spelet är en uppföljare till Mafia som kom ut 2002, och är därmed också det andra spelet i Mafia-serien. Mafia II utspelar sig mellan 1940- och 1950-talet, i den påhittade staden Empire Bay som är baserad på New York men med inslag från Chicago, San Francisco, Los Angeles, Boston och Detroit. Berättelsen kretsar kring den siciliansk-amerikanske gangstern och krigsveteranen Vito Scaletta, som blir involverad i en maktkamp bland stadens maffiafamiljer samtidigt som han försöker betala tillbaka sin fars skuld och säkra en bättre livsstil.
Spelet spelas från ett tredjepersonsperspektiv och dess värld kan navigeras på fots eller i ett fordon. Det är tjeckiska 2K Czech (tidigare Illusion Softworks) som även denna gång stod för utvecklingen, vilken sattes igång 2003, kort efter utgivningen av det första Mafia-spelet. När Mafia II släpptes fick det generellt positiva omdömen, med särskilt beröm för dess berättelse. Dock kritiserades den restriktiva designen av spelets värld.
Spelets uppföljare, Mafia III, kom ut 2016. Mafia II har även fått en remasterversion med titeln Mafia II: Definitive Edition, och som släpptes den 19 maj 2020.

## Spelupplägg
Mafia II ustspelar sig under 1940-talet och tidiga 1950-talet, i den påhittade staden Empire Bay som är baserad på New York med inslag från Chicago, San Francisco, Los Angeles, Boston och Detroit. I spelets värld finns 50 fordon och licensierad musik från denna tidsperiod. Fordonens hantering är beroende på vädret under spelets gång, till exempel under de tidiga kapitlen på vintern är det större chans att fordon sladdar på grund av isiga vägar.
Flera eldvapen från det tidigare spelet återfinns, såsom Thompson, Colt M1911 och pumprepeterande hagelgevär. Nya tillkomna vapen från andra världskriget finns också, vilka är Maschinengewehr 42 och Beretta M1938.
När spelaren integrerar med andra föremål i miljön kan det ibland innefatta två alternativ: en standardåtgärd och en "våldsam"-åtgärd. Till exempel när spelaren ska stjäla en bil, finns alternativen att dyrka låset eller att krossa fönsterglaset. Nya styrnings- eller kontrollfunktioner finns, såsom ett täcksystem som möjliggör för spelaren att ta skydd och gömma sig bakom ett föremål (till exempel väggar och stora lådor) och skjuta fiender, snarare än att attackera dem i ett godtyckligt bakhåll. Denna funktion ger taktiskt stöd mot fiender och har blivit en avgörande teknik inom spelgenren. Om spelaren begår kriminella handlingar kommer de brottsbekämpande myndigheterna att agera genom ett "efterlysnings"-system.
Spelets filmscener skapas av spelmotorn i realtid, exempelvis om spelaren kör en bil och en filmscen påbörjas, kommer spelaren att köra samma bil i samma skick (skadad eller oskadad) och ha på sig samma kläder. Det finns dock undantag, till exempel den allra första öppningsscenen och scenen som visar Empire Arms Hotel-explosionen i kapitel 10, vilka är förhandsgjorda videoklipp.
I spelet finns tre radiostationer: Empire Central Radio, Empire Classic Radio och Delta Radio. Dessa spelar licensierad musik, nyheter och reklam. Radiostationerna har varierande musikgenrer, såsom rock'n'roll, storband, rhythm and blues och doo wop.
Genom alla uppdrag, eller kapitel som de heter i spelet, finns 50 utspridda Playboy-tidningar som spelaren kan plocka upp. De fungerar som samlarobjekt och varje tidning ger åtkomst till en mer eller mindre naken modellbild från 1950- till 1960-talet.

## Handling

### Miljö
Mafia II utspelar sig nästan ett decennium efter det föregående spelet, under mitten av 1940-talet respektive tidiga 1950-talet, inom den fiktiva amerikanska staden Empire Bay. Spelets första kapitel äger rum i en namnlös stad på Sicilien, medan det sjätte utspelar sig på ett fängelse någonstans utanför Empire Bay. Staden ligger vid USA:s östra kust och delas av en flod. Vidare består staden av flera distrikt eller stadsdelar, vilka kan vara välbärgade, slumområden eller stora industriella anläggningar. Bland hyreshusen bor många av stadens olika etniska grupper, till exempel irländare, afroamerikaner, kineser och italienare.
Empire Bay är ett namn som kan anspelas på New Yorks smeknamn The Empire State och San Franciscos The City by the Bay. Staden är inspirerad av både New York och San Francisco, men även till viss del Chicago, Los Angeles, Boston och Detroit. Empire Bays design, såsom arkitektoniska stilar, kultur, kollektivtrafik och signaturbyggnader, har påverkats av dessa amerikanska städer. I spelet finns flera kända byggnader från verkligheten, exempelvis Empire State Building och Brooklynbron. Staden erbjuder spelaren flera tjänster och underhåll, till exempel vapenaffärer, bilverkstäder, klädaffärer, barer, matställen och bensinstationer. Staden har också en stor hamn, en järnvägsstation, flera parker och ett fängelse utanför staden. Det finns sammanlagt 20 stadsdelar i staden och de är:
| - Chinatown - Dipton - East Side - Greenfield - Highbrook - Hillwood - Hunters Point | - Kingston - Little Italy - Midtown - North Millville - Oyster Bay - Port - Riverside | - Sand Island - Southport - South Millville - Uptown - West Side - Dam (endast om man har laddat ner Joe's adventure) |

Inom spelets berättelse är staden uppdelad mellan tre kriminella maffiafamiljer: Falcone, Vinci och Clemente. Det finns även ett antal mindre maktfulla gäng, till exempel en kinesisk triad och en irländsk gangsterliga, vilka har sin del av staden och berättelsen.
Två av spelets nedladdningsbara expansioner, The Betrayal of Jimmy och Jimmy's Vendetta, äger också rum under tidiga 1950-talet i samma värld, men ändå i en annan kanon eftersom de innehåller mestadels nya gäng och rollfigurer. Den tredje nedladdningsbara expansionen, Joe's Adventures, utspelar sig under huvudberättelsen, mellan 1940- och 1950-talet.

### Berättelse
Året 1943 blir den sicilianske immigranten Vito Scaletta arresterad för ett rån, och väljer att ansluta sig till USA:s armé för att undvika fängelse. Han får delta i Operation Husky (de allierades invasion av Sicilien), där han blir tillfångatagen av italienarna, men blir räddad i sista stund då italienarna överlämnar sig till de allierade på order av en lokal maffiaboss. Under tidiga 1945 får Vito återvända hem till Empire Bay på grund av en skada han drabbats av. Han återförenas med sin barndomsvän Joe Barbaro som tillgodoser honom med förfalskade intyg om befrielse från armén. Vito får också reda på att hans av avlidne far lämnade familjen i skuld till en lånehaj. Vito börjar under en kort tid att arbeta för sin fars tidigare arbetsgivare Derek Pappalardo, som sedan rekommenderar honom till Henry Tomasino, en medlem i Clemente-familjen och som har god kontakt med Joe. Vito arbetar nu tillsammans med Joe för både Henry och dennes capo Luca Gurino. Detta medför att Vito lyckas samla ihop tillräckligt med pengar för att betala av sin fars skuld. Dock arresteras han för stöld och försäljning av ransoneringskort, från ett tidigare uppdrag, och döms till tio års fängelse. I fängelset blir han vän med Leo Galante, consigliere åt don Frank Vinci. Under fängelsetiden får Vito också veta att hans mor har gått bort, och alla hans pengar läggs på hennes begravning.
År 1951 släpps Vito tidigare än planerat, tack vare hans kontakt med Leo. Han återförenas med Joe och de jobbar sig uppåt inom Falcone-familjen, ledd av don Carlo Falcone och underbossen Eddie Scarpa. Efter att Vito räddat två av Carlos män från Luca, som dödas i detta sammanhang, ger Carlo sin respekt till Vito, vilket gör Vito och Joe till fullvärdiga medlemmar inom organisationen. Kort därpå får Carlo veta att Clemente-familjen bedriver narkotikaverksamheter, vilket är emot kommissionens traditioner, och därför ger Carlo order om att Vito och Joe ska mörda don Alberto Clemente. Efter detta slag, söker Henry ett nytt jobb, och Vito introducerar honom för Eddie. Henrys första arbetsuppgift blir att döda Leo. Då Leo betyder mycket för Vito, väljer Vito att varna och hjälpa Leo att fly undan. Detta medför att Henrys uppgift blir misslyckad, men han välkomnas ändå in i Falcone-familjen.
Vito upptäcker att hans personliga liv börjar hamna i en oro efter att hans syster Francesca har distanserat sig från honom på grund av hans gangsterliv, och att hans hus förstörs i en eldbombning utförd av den irländska gangsterligan. För att återuppbygga sin förmögenhet går Vito med Joe och Henry in i en heroinaffär, där de med lånade pengar köper heroin från den kinesiska triaden. Carlo, som också bedriver narkotikahandel bakom kommissionens rygg, blir varse om deras affär och kräver en andel av deras vinster. Vito, Joe och Henry bestämmer sig för att träffas och diskutera saken, men istället bevittnar Vito och Joe hur Henry blir mördad av triaderna, där Zhe Yun Wong (en yrkesmördare inom triaden) sedan flyr med pengarna. Paret följer efter honom och ställer honom till svars. Wong påstår att Henry var en angivare, vilket Vito och Joe inte tror på och Joe skjuter honom till döds. De lyckas dessvärre inte återfå pengarna. I skuld till lånehajen Bruno Levine, vars pengar de lånade för heroinaffären, tar Vito och Joe olika arbetsuppgifter för att betala av skulden, bland annat ett beställningsmord på den pensionerade gangster Tommy Angelo (huvudperson i Mafia). Vito dödar också Derek Pappalardo efter att ha fått veta att han beordrade sin fars mord. När Vinci-familjen kidnappar och torterar Joe, räddar Vito honom, men paret lär sig snart att deras handlingar har utlöst ett krig mellan maffian och triaden.
Vito åker till Bruno för att betala tillbaka skulden, och får samtidigt veta att Bruna är den lånehaj som fadern var skyldig pengar till. Därefter kallas Vito av Carlo till ett möte på ett planetarium. På vägen dit blir Vito upphämtad av Leo och triadbossen herr Chu, där Leo skäller ut Vito över de problem som han har orsakat. Leo förklarar också att Carlo nu vill ha Vito likviderad för att ha introducerat Henry, som faktiskt var en angivare. Men Leo är ändå tacksam mot Vito för att ha räddat hans liv tidigare, och därför har Leo ordnat ett avtal med kommissionen och triaden om att skona Vito om han dödar Carlo. Carlo har dessutom själv en dödsmarkering på grund av hans ambitioner om att bli den enda maffiabossen i staden och för hans involvering med droger, vilket i första hand orsakade konflikten. Vito kommer fram till planetariet och träffar Joe där. Joe har blivit erbjuden om att bli capo om han dödar Vito, men väljer att stödja sin barndomsvän Vito, och de båda dödar Carlo. Efteråt när Vito och Joe lämnar byggnaden, får de skjuts i varsin bil, där Vito åker med Leo. En kort bilväg därpå svänger Joes bil i en annan riktning mot en annan destination. Vito blir direkt medveten om detta och frågar Leo vart han är på väg. Leos svar är att Joe inte var inkluderat i avtalet, vilket chockerar Vito som får se hur hans hjälplösa vän förs bort mot ett okänt öde.

### Rollfigurer
En lista på de flesta rollfigurer utifrån spelarens perspektiv.

#### Familjen
- Vito Scaletta: Är huvudpersonen som man spelar. Han hamnar i ett kriminellt liv efter att hans pappa dog med obetalda skulder. Efter att ha arresterats för ett misslyckat rån, skickas han tillbaka till sitt hemland Italien för militärtjänst under andra världskriget. Vito slipper därmed ett fängelsestraff när han väljer att delta i den amerikanska militären som soldat och tolk. Vito återvänder sedan till Empire Bay efter att ha blivit skadad och återupptar det kriminella livet tillsammans med sin bästa vän Joe Barbaro.
- Joe Barbaro: Är Vitos bästa vän. Han är ofta med och hjälper Vito med en del uppdrag. Han beskrivs som en naturlig översittare, fifflare och bråkstake. Perfekt för en natt på stan som innebär sprit, brudar och en hel del bråk.
- Henry Tomasino: Henry och Joe kände varandra lite grann när de var små. Henry är medlem i familjen Clemente.
- Maria Scaletta: Är Vitos och Francescas mamma.
- Antonio Scaletta: Är Vitos och Francescas pappa.
- Francesca Scaletta: Är Vitos storasyster.
- Eric Reilly: Är Francescas make, de gifter sig när Vito sitter i fängelse.
- Martin "Marty" Santorelli: Joe har känt Marty sen han var en liten grabb. Marty gör ärenden åt Joe som att skicka meddelanden, hämta vinster och vaxa hans bil. Joe ser Marty som en lillebror och för naiv för att bli involverad i allvarligare affärer.

#### Maffian
- Eddie Scarpa: Är en jovialisk sociopat och torped åt familjen Moretti.
- Luca Gurino: Är capo i familjen Clemente.
- Derek Pappalardo: Är chef för en facklig avdelning på stadens hamn. Vitos pappa jobbade åt honom.
- Carlo Falcone: Don i familjen Moretti och jobbar med Eddie Scarpa.
- Alberto Clemente: Grundaren och don över Clemente-familjen.
- Frank Vinci: Är en långvarig boss och don av familjen Vinci. Är mycket nära vän till Leo Galante.
- Leo Galante: Är consigliere åt Frank Vinci. Vito möter honom när båda har hamnat i fängelset.
- Stephen "Steve" Coyne: Arbetar som livvakt och assistent åt Derek Pappalardo.
- Brian O'Neill: Är barnbarn till Jimmy O'Neill, och är boss över den irländska gangsterligan. Han har ett eget litet patraskgäng av snobbar.
- Herr Wong: Är en yrkesmördare och övervakar den kinesiska triadens verksamhet. Han är stationerad på restaurangen "Red Dragon" i stadens Chinatown.
- Antonio "Tony Balls" Balsamo: Är en åldrande maffiasoldat åt familjen Falcone.

#### Staden
- Mike Bruski: Är bilmekaniker med eget skrotupplag. Han handlar också med stulna bildelar. Spelaren kan sälja stulna bilar till honom som han sedan skrotar.
- Harry Marsden: Är en vapenälskare som säljer krigsmateriel på svarta marknaden i sin källarbutik. Han tjänstgjorde sex år i den amerikanska armén och krigade under andra världskriget.
- Bruno Levine: Hjälper alla slags gangster- och maffiaorganisationer genom att vara lånehaj, och bedriver sin verksamhet från ett litet kontor. Han sitter på toppen i ett nätverk av kredithajar och är officiellt sanktionerad av kommissionen.
- Andreas "El Greco" Karafantis: Grekisk läkare som tillhandahåller diskreta läkarhjälpstjänster åt stadens maffiafamiljer.
- Giuseppe Palminteri: Är en talangfull förfalskare, vapensmed och kassaskåpstjuv.
- Freddy Macchione: Är bartender och ägare av restaurangbaren "Freddy's".
- Jack Olivero: Är bartender i den elegantare restaurangen "The Maltese Falcon".
- Sidney Pen ("The Fat Man"): Är allmänt känd i stadens underjord. Han är en ohederlig affärsman och före detta kompanjon till Alberto Clemente.

## Utveckling
Förarbetet med Mafia II börjades 2004, men manuset började skrivas redan 2003. Ursprungligen var spelet avsett för Playstation 2 och Xbox, men överfördes till Playstation 3 och Xbox 360 under 2005, vilket orsakade svårigheter med utvecklingen av spelmotorn. Mafia II avslöjades officiellt i augusti 2007 vid Leipzig Games Convention. En spelbar version av spelet uppnåddes 2007 eller 2008. Spelet förväntades att släppas i slutet av 2009, men försenades till augusti 2010.
Under augusti 2007 släpptes en första trailer. Den 14 december 2008 släpptes en andra trailer på Spike VGA-utställningen. En utökad version av trailern kom ut den 15 januari med ytterligare 30 sekunders filmscen. Den 17 april 2009 visades en video på ett spelupplägg för första gången, på Gamespot, och var som en del av en intervju med Mafia II:s producent Denby Grace. Videon visar bilkörning och eldstrid, vilket också skildrade spelets fysiska eller mekaniska simulering. Den 28 maj 2009 kom en tredje trailer ut, och efter den 1 juni fanns det fyra nya korta videor på spelets officiella webbplats. Den första av dessa kallas "The Art of Persuasion" och innehåller låten "Mercy, Mr Percy" av den kvinnliga sångaren Varetta Dillard. Ytterligare en video släpptes med scener från uppdraget "The Buzzsaw", vilket visar ödet för rollfiguren Sidney Pen (som också var med i några tidigare trailrar). Den 27 mars 2010 släpptes en ny trailer som visar det PhysX-baserade systemet i hur spelfigurens klädsel formas och rör sig (till exempel när den fladdrar) när spelaren utför olika aktiviteter.
En demoversion av spelet kom ut den 10 augusti 2010 på Steam, Xbox Live Marketplace och Playstation Network.

## Utgivning
Mafia II kom ut den 24 augusti 2010 i Nordamerika, 26 augusti i Australien och 27 augusti för övriga världen. Till spelet fanns det olika utgåvor, beroende på plattform och butik. Den 26 maj 2010 fanns Pre-order bonuses som ett förhandsköp eller utgåva att köpa i Amerika och Europa. Denna utgåva kunde innehålla något eller några av fyra olika tilläggspaket till spelet:
- Vegas Pack: innehåller två nya bilar och två kostymer. (Fanns att tillgå på Gamestop och EB Games)
- War Hero Pack: innehåller två militärfordon och två militärklädesplagg. (Gamestop och EB Games)
- Renegade Pack: innehåller två sportbilar och två läderjackor. (Amazon)
- Greaser Pack: innehåller två Hot Rod-bilar och två greaser-inspirerade klädesplagg. (Best Buy)

Dessa tilläggspaket blev senare tillgängliga att köpa som nedladdningsbart innehåll på Playstation Network, Xbox Live och Steam. I Sverige kom utgåvan Nordic Bonus Edition ut, och var som en motsvarighet till Pre-order bonuses för nordiska marknaden.
Den 26 maj 2010 tillkännagavs en samlarutgåva för Mafia II, kallad Collector's Edition, och som innehåller tilläggspaketet Made Man Pack (två lyxbilar och två elegantare kostymer). Inom den svenska marknaden var Collector's Edition endast tillgänglig för konsolversionerna och inte Windows.
Special Extended Edition är en utgåva som gavs ut av 1C Company för den ryska marknaden. Den är tillgänglig för Windowsversionen och kom ut den 3 december 2010. Utgåvan innehåller de tre expansionerna (The Betrayal of Jimmy, Jimmy's Vendetta och Joe's Adventures) och de fyra tilläggspaketen (Vegas Pack, War Hero Pack, Renegade Pack och Greaser Pack). Den 1 december 2011 släpptes samma utgåva, men under namnet Director's Cut, för den västerländska marknaden, och är tillgänglig för Windows, Mac OS, Playstation 3 och Xbox 360.

### Playstation 3-versionen
Playstation 3-versionen hamnade i en uppståndelse på ett internetforum inom 2K Games. Där beskrev marknadsföringschefen, Elizabeth Tobey, att Playstation 3-versionen skulle sakna vissa grafiska detaljer som finns i Windows- och Xbox 360-versionerna, till exempel tredimensionellt gräs och blodpölar under döda kroppar. Dessa detaljer sägs ha funnits med från början, men togs bort för att öka spelets bildhastighet.
Vid utgivningen fick Playstation 3-versionen samma eller högre recensionspoäng (från Destructoid och Nowgamer) än Xbox 360-versionen.

### Expansioner
Det finns tre nedladdningsbara expansioner för Mafia II:
The Betrayal of Jimmy: är den första nedladdningsbara expansionen och tillkännagavs av Sony den 15 juni 2010 på Electronic Entertainment Expo. Från början när den släppets var den exklusiv för Playstation 3 och gratis att ladda ner till huvudspelet. Senare blev den porterad till de andra plattformarna. Denna expansion utspelar sig i en annan kanon än huvudspelet, och handlar om yrkesmördaren Jimmy som arbetar åt både den irländska gangsterligan och Gravina-familjen för att underminera deras fiender. Spelaren väljer själv i vilken ordning uppdragen ska göras, likt Grand Theft Auto, och innehåller även en poängräknare som ger spelaren poäng för vissa specifika attacker. Detta spelupplägg och poängräknarsystem finns även i den andra och tredje nedladdningsbara expansionen.
Jimmy's Vendetta är den andra nedladdningsbara expansionen för Mafia II. Den kom ut den 7 september 2010 på Playstation Network, Xbox Live Marketplace och Steam. Den är en fortsättning på The Betrayal of Jimmy, där Jimmy flyr från ett fängelse efter att ha blivit förrådd och ditsatt av dem som han arbetade för. Nu söker Jimmy hämnd på dem.
Joe's Adventures är den tredje nedladdningsbara expansionen som släpptes den 23 november 2010. Den handlar Joe Barbaro, mellan 1940- och 1950-talet, under tiden då Vito Scaletta sitter fängslad. Joe tvingas lämna Empire Bay i fem år på grund av ett bråk med Luca Gurino, men återvänder 1950 och arbetar sig uppåt inom Falcone-familjen. Joe's Adventures kombinerar standarduppdrag (likt huvudspelet) med poängbaserade uppdrag (likt de två tidigare expansionerna). Den innehåller ungefär åtta timmars speltid, och utökar den spelbara ytan (Empire Bay) med några nya områden och konstruktioner, till exempel en dammbyggnad som liknar Hooverdammen på norra sidan av staden.

### Mobilversionen
En mobilversion av Mafia II utvecklades av Twistbox Games och Oasys Mobile, och gavs ut av Connect2Media. Den är en prequel till Mafia II och utspelar sig 1938, mellan tidsperioderna av Mafia och Mafia II. Berättelsen kretsar kring Marco Russetto, en maffiasoldat inom Salieri-familjen och är syskonson till vapensmeden Vincenzo (rollfigur i Mafia). Marco reser till Empire Bay på jakt efter Tommy Angelo (huvudrollsfigur i Mafia) som förrådde Salieri-familjen och orsakade deras undergång.

### Definitive Edition
En remasterversion av Mafia II med uppgraderad datorgrafik och under titeln Mafia II: Definitive Edition släpptes för Playstation 4, Xbox One och Microsoft Windows den 19 maj 2020. Ägare till originalversionen på Steam, fick en gratis exemplar av Definitive Edition. Definitive Edition är utvecklad av D3T Ltd och innehåller alla expansioner och tilläggspaket. Definitive Edition blev senare en del av ett samlingspaket, kallat Mafia: Trilogy, och släpptes den 25 september 2020. Samlingspaketet innehåller också en remake av det första Mafiaspelet, kallat Mafia: Definitive Edition, och en nyare version av Mafia III som innehåller alla dess expansioner.

## Mottagande
| Mottagande             | Mottagande                                                                                        |
| Samlingsbetyg          | Samlingsbetyg                                                                                     |
| Tjänst                 | Betyg                                                                                             |
| ---------------------- | ------------------------------------------------------------------------------------------------- |
| Metacritic             | 77/100 (PC) 75/100 (PS3) 74/100 (X360) Definitive Edition: 72/100 (PC) 56/100 (PS4) 66/100 (XONE) |
| Recensionsbetyg        |                                                                                                   |
| Publikation            | Betyg                                                                                             |
| 1UP.com                | B                                                                                                 |
| Edge                   | 6/10                                                                                              |
| Eurogamer              | 4/10                                                                                              |
| Game Informer          | 9,0/10                                                                                            |
| Gamepro                | [ 70 ]                                                                                            |
| Gamespot               | 8,5/10                                                                                            |
| GamesTM                | 8/10                                                                                              |
| Gametrailers           | 7,7/10                                                                                            |
| Gamereactor            | 9/10 (PS3, X360)                                                                                  |
| IGN                    | 7,0/10                                                                                            |
| Official Xbox Magazine | 7/10                                                                                              |
| PC Gamer UK            | 78 %                                                                                              |
| X-Play                 | [ 78 ]                                                                                            |
| IGN AU                 | 8,0/10                                                                                            |

Den ursprungliga utgivningen av Mafia II fick "generellt gynnsamma recensioner", medan Definitive Edition (remasterversionen) fick "blandade eller genomsnittliga recensioner". Greg Miller på IGN gav spelet 7 av 10 och kallade det "ett stabilt litet spel som ger dig en rolig åktur – men förvänta dig inget gigantisk". Kevin VanOrd från Gamespot gav det 8,5 av 10 och angav: "Mafia II:s spännande action och kompromisslösa gangsterberättelse ger ett imponerande och våldsamt äventyr". Matt Bertz på Game Informer gav spelet 9,0 av 10 och skrev "i en tid då videospel förflyttar sig bort från tillförlitliga filmberättelser, har Mafia II en riklig gangsterfilmhistoria för att skapa ett gripande drama om familj, vänskap, lojalitet, svek och pragmatism."
Den negativaste recensionen kom från John Teti på Eurogamer och gav spelet 4 av 10, där han skrev att "Mafia II får det sista ordet om att förstöra myten om att maffian skulle vara intressant. Det hävdar att gangstervärlden består av helvetes tråkiga, aggressiva och dumma robotar, som vaknar upp varje morgon, utför en rad repetitiva uppgifter och återvänder hem." Ben Croshaw på Zero Punctuation tyckte att spelet var allmänt okej, och märkte att flera av de framträdande rollfigurerna liknar Grand Theft Auto IV:s rollfigurer. 
Vidare kritiserade han flera allsidiga delar av spelet, till exempel gillade han inte fordonstyrningen. Han kritiserade också bristen på funktioner som förekommer i andra icke-linjära sandlådespel.

## Kontroverser
Sonia Alfano, ledamot i Europaparlamentet och ordförande för en italiensk förening för familjer till maffiaoffer, krävde att spelet skulle förbjudas. Alfanos far, Beppe, blev mördad av maffian 1993. Take-Two Interactive svarade snabbt och uppgav att spelets skildring av den amerikanska maffian inte skilde sig från organiserade brottsfilmer såsom Gudfadern. Spelet fick också anklagelser om rasism från Unico National som hävdade att det porträtterade italiensk-amerikaner orättvist och "indoktrinerade" ungdomar till våldsamma stereotyper.
Mafia II är det datorspel som har flest svordomar, särskilt ordet fuck som sägs 397 gånger, och slår den tidigare rekordinnehavaren The House of the Dead: Overkill. Den 22 augusti 2015 upphördes den nedladdningsbara försäljningen av pc-versionen på Steam och andra webbutiker av oförklarliga skäl. Spelet blev åter till försäljning på Steam den 1 juni 2016.

## Uppföljare
Den 28 juli 2015 tillkännagav 2K Games en uppföljare till spelet: Mafia III. Mafia III släpptes sen den 7 oktober 2016, och utspelar sig i New Bordeaux (en fiktiv stad som är baserad på New Orleans) under 1968 (17 år efter händelserna i Mafia II). Det handlar om huvudpersonen Lincoln Clay, en föräldralös man och veteran från Vietnamkriget, och som återvänder hem och finner hans tidigare gängfamilj i problem. Spelutvecklarna uppgav att de ville avvika från den klichéartade italienska maffiascenen, som det framträds i de två första Mafia-spelen. Dock har Mafia III:s berättelse ändå en italiensk maffiafamilj med, vilken är Lincolns huvudfiende. Mafia III har flera relationer till Mafia II, till exempel återkommer Vito Scaletta som en biroll i Mafia III.